# Jean-Pierre Grafé
Jean-Pierre Marie Jacques Grafé (Luik, 31 maart 1932 – aldaar, 16 mei 2019) was een Belgisch politicus en minister voor de PSC.

## Biografie

### Vroege loopbaan
Jean-Pierre Grafé was de jongste van de drie zoons van advocaat Jacques Grafé en Marie-Noël Ansiaux. In 1954 promoveerde hij tot doctor in de rechten aan de Universiteit van Luik, waarna hij advocaat werd aan de balie van Luik.
Tijdens zijn studententijd was hij van 1951 tot 1952 voorzitter van de kring van rechtenstudenten van de Universiteit Luik en van 1952 tot 1953 nationaal voorzitter van de Belgische vereniging van rechtenstudenten. Vervolgens was hij van 1953 tot 1954 nationaal voorzitter van de Étudiants Sociaux-Chrétiens en van 1954 tot 1958 nationaal ondervoorzitter van de Jeunes Sociaux-Chrétiens, de jongerenafdeling van de christendemocratische PSC. Bovendien was hij van 1955 tot 1961 lid van het Europees directiecomité van het Internationaal Verbond van Jonge Christendemocraten en werkte hij van 1958 tot 1961 als attaché op het kabinet van Pierre Harmel, achtereenvolgens minister van Justitie, minister van Culturele Zaken en minister van Openbaar Ambt.

### Politieke loopbaan
In oktober 1958 werd Grafé voor het eerst verkozen tot gemeenteraadslid van Luik. Hij was er van 1968 tot 1970 schepen van Sociale Zaken en daarna van 1971 tot 1981 PSC-fractieleider in de gemeenteraad, om vervolgens nog tot eind 2012 gemeenteraadslid te blijven. In november 1971 werd hij eveneens actief in de nationale politiek toen hij voor het arrondissement Luik werd verkozen in de Kamer van volksvertegenwoordigers, waar Grafé tot in 1995 bleef zetelen. Hierdoor zetelde hij automatisch ook in de Cultuurraad voor de Franse Cultuurgemeenschap (1971-1980), de voorlopige Waalse Gewestraad (1974-1977), de Waalse Gewestraad (1980-1995) en de Franse Gemeenschapsraad (1980-1995).
Van januari 1973 tot april 1974 was Grafé minister van Waalse Aangelegenheden in de regering-Leburton, de eerste regering waarin een secretariaat voor Waalse aangelegenheden werd ingericht. Daarna was hij vanaf april 1974 minister van Franse Cultuur in de regering-Tindemans I. In juni 1974 werd hij ontheven van deze functie, toen de regering als gevolg van de toetreding van het Rassemblement Wallon werd herschikt. Binnen de PSC stond hij dicht bij Paul Vanden Boeynants en behoorde hij tot de rechts-conservatieve CEPIC-vleugel. In 1979 werd Grafé er de voorzitter van, tot de vleugel begin 1982 op bevel van de nieuwe PSC-voorzitter Gérard Deprez werd ontbonden. In deze periode nam Grafé enigszins afstand van de Belgische politiek en was hij van 1979 tot 1986 afgevaardigde van de Belgische regering bij de Algemene Vergadering van de Verenigde Naties in New York. Desalniettemin bleef hij actief als parlementslid. Daarenboven was Grafé van juni tot oktober 1980 secretaris van de Franse Cultuurraad en van november 1980 tot oktober 1981 secretaris van de pas opgerichte Waalse Gewestraad, om daarna van 1982 tot 1985 de PSC-fractie in de Raad van de Franse Gemeenschap voor te zitten. Van december 1985 tot februari 1988 was Grafé de voorzitter van deze assemblee. 
In februari 1988 werd Grafé opnieuw tot ministeriële functies geroepen. Hij werd toen Onderwijs, Vorming, Sport, Toerisme en Internationale Relaties in de Franse Gemeenschapsregering en behield deze functie tot in januari 1992. Onder zijn bewind werd onderwijs een volledige bevoegdheid voor de gemeenschappen en werd hij geconfronteerd met de groeiende ontevredenheid van de leraren. Na de verkiezingen van 1991 onderhandelde hij mee over de vorming van de nieuwe Waalse en Franse Gemeenschapsregering, waarna hij van januari 1992 tot juni 1995 minister van Openbare Werken was in de Waalse Regering. In deze hoedanigheid bracht hij voortgang in de dossiers rond de regionale luchthavens, de tunnel van Cointe, de sluizen van Ternaaien en lag hij aan de basis van de oprichting van SOFICO, de Waalse maatschappij voor de aanvullende financiering van infrastructuurprojecten. Tezelfdertijd onderhandelde hij mee over het Sint-Michielsakkoord, dat België formeel omvormde tot een federale staat.
In mei 1995 werd Grafé voor het arrondissement Luik verkozen in het eerste rechtstreeks verkozen Waals Parlement, waardoor hij ook in het Parlement van de Franse Gemeenschap terechtkwam. Een maand later werd hij in de Waalse regering minister van Onderzoek en Technologische Ontwikkeling, Sport en Buitenlandse Betrekkingen, alsook minister van Hoger Onderwijs, Wetenschappelijk Onderzoek, Sport en Internationale Relaties in de Franse Gemeenschapsregering. Als Frans Gemeenschapsminister legde hij zich vooral toe op de hervorming van de financiering van de universiteiten en de hogescholen.  
Nadat hij in 1996 samen met federaal minister Elio Di Rupo door Olivier Trusgnach beschuldigd werd van pedofiele praktijken, besloot hij op 9 december 1996 ontslag te nemen uit zijn ministeriële functies, om zich in alle sereniteit te kunnen voorbereiden op zijn verdediging en zijn onschuld aan te tonen. Het parket van Luik stelde hem in september 1998 buiten vervolging, nadat was vastgesteld dat er niets klopte van de beschuldigingen aan zijn adres. Na zijn ontslag als minister nam Grafé zijn parlementaire functies opnieuw op. Bij de verkiezingen van 1999 werd hij opnieuw verkozen in de Kamer van volksvertegenwoordigers, waar hij zetelde tot aan de verkiezingen van 2003.

### Na de nationale politiek
Grafé verliet in 2003 de nationale politiek om zich toe te leggen op de gemeentepolitiek in Luik en zijn bestuursmandaten in verschillende instellingen. Zo was hij tot aan zijn overlijden in 2019 lid van de raad van bestuur van verzekeringsgroep Ethias, die hij van 2001 tot 2007 voorzat, en bestuurder van Liège Airport, waar hij in 1991 voorzitter en van 2005 tot 2016 ondervoorzitter was. Voorts zetelde hij in de raad van bestuur van de intercommunale Tecteo en was hij van 2007 tot 2012 voorzitter van de raad van bestuur van Intermosane, de intercommunale voor de distributie van gas en elektriciteit van de provincie Luik. Daarenboven was hij van 2004 tot 2009 als deskundige verbonden aan het kabinet van partijgenote Marie-Dominique Simonet, de toenmalige Waalse minister van Onderzoek en Nieuwe Technologieën.